# Lorenzo Langstroth
Lorenzo Lorraine Langstroth (Filadélfia, 25 de dezembro de 1810 — Dayton, Ohio, 6 de outubro de 1895) foi um apicultor, clérigo e professor estadunidense. É considerado o "pai da apicultura dos Estados Unidos". Ele reconheceu o conceito de ''espaço de abelha'', uma distância mínima que as abelhas evitam selar entre os favos de mel e permite elas se moverem livremente na colmeia. Embora não tenha sido uma descoberta dele, usar esse princípio permitiu usar quadros que as abelhas deixam separados, e isso possibilitou o uso de quadros retangulares no design do que hoje chamamos de colmeia Langstroth.

## Biografia
Langstroth nasceu na Filadélfia, Pensilvânia em 25 de dezembro de 1810, sendo o segundo de oito filhos em uma família de descendência inglesa. Ele se formou em teologia pela Universidade de Yale em 1831 e, posteriormente, ocupou um cargo de tutor nessa instituição de 1834 a 1835. Após isso, ele foi pastor de várias igrejas congregacionais em Massachusetts. Em 1838 ele visitou um amigo que criava abelhas e se interessou pela apicultura. Em 1848, Langstroth mudou-se novamente para a Filadélfia onde abriu e dirigiu uma escola para jovens garotas. Langstroth teve três filhos com sua esposa Anne Tucker: James (1837), Anna (1840) e Harriet (1847).

Em 1887, ele se mudou com sua filha mais nova e sua família para Dayton, Ohio. Langstroth morreu no púlpito da Igreja Presbiteriana da Wayne Avenue em Dayton no dia 6 de outubro de 1895, justo quando estava começando um sermão sobre o amor de Deus. Ele está sepultado no Cemitério e Arboreto Woodland em Dayton.

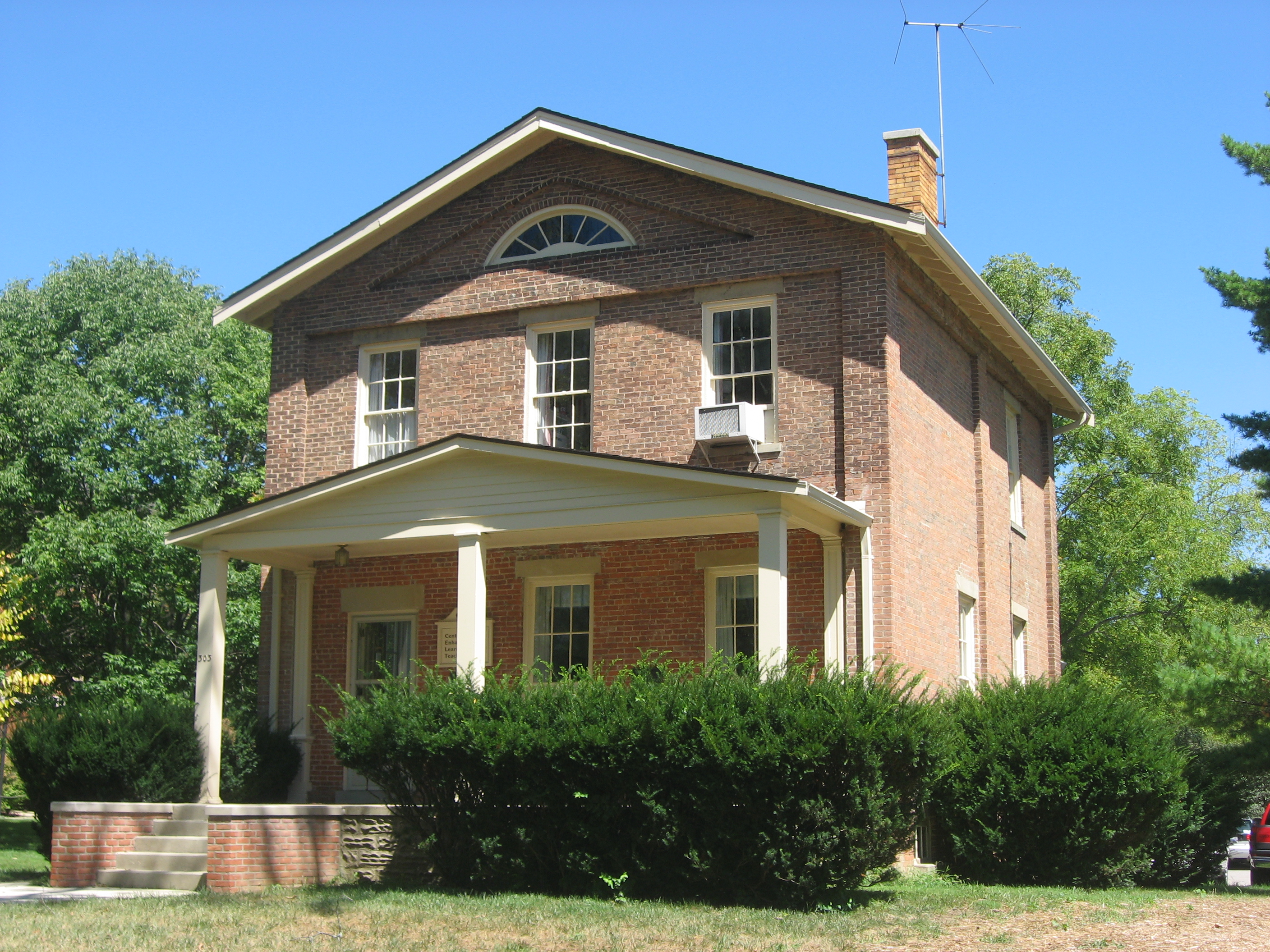
Langstroth Cottage em Oxford

## Patentes
- US Patent 9300 — Patente de L.L. Langstroth para uma colmeia de 5 de outubro de 1852.
- US Patent RE1484 — Patente de L.L. Langstroth para uma colmeia reemitida em 26 de maio de 1863.
- US Patent 61216 — Patente conjunta de L.L. Langstroth (com S. Wagner) para um Aparelho Melhorado para Extrair Mel do Favo de Mel de 15 de janeiro de 1867.